# Fibratos hipolipemiantes
Los fibratos hipolipemiantes son de elección en la hiperlipemia mixta, es decir cuando se asocia exceso de colesterol con exceso de triglicéridos, mientras las estatinas lo son en la hipercolesterolemia no asociada y en la hipertrigliceridemia no asociada es de elección suprimir el alcoholismo y descartar una diabetes oculta antes de iniciar cualquier terapéutica.
Esto último es fundamental pues una diabetes mellitus tipo 2 o del adulto puede iniciarse con solo un discreto aumento de triglicéridos por lo que es fundamental que ante ese único dato, y más si hay riesgo asociado como antecedentes familiares u obesidad, el descartar la diabetes mellitus mediante cualquiera de los test de sobrecarga oral de glucosa, pues de eso va a depender no solo la esperanza de vida del paciente sino, lo que es más importante, la calidad de esta, dadas las terribles complicaciones con que puede debutar una diabetes no diagnosticada precozmente: gangrena, coma, infarto cerebral o cardíaco etc.
- Datos: Q5861522